# Roeselia trias
Roeselia trias är en fjärilsart som beskrevs av William Schaus 1921. Roeselia trias ingår i släktet Roeselia och familjen trågspinnare. Inga underarter finns listade.